# フジャイラ国際空港
フジャイラ国際空港（フジャイラこくさいくうこう、アラビア語: مطار الفجيرة الدول、英語: Fujairah International Airport）は、アラブ首長国連邦・フジャイラにある国際空港。

## 就航路線
- ロタナ・ジェット：アブダビ、アルバティーン